# John Player

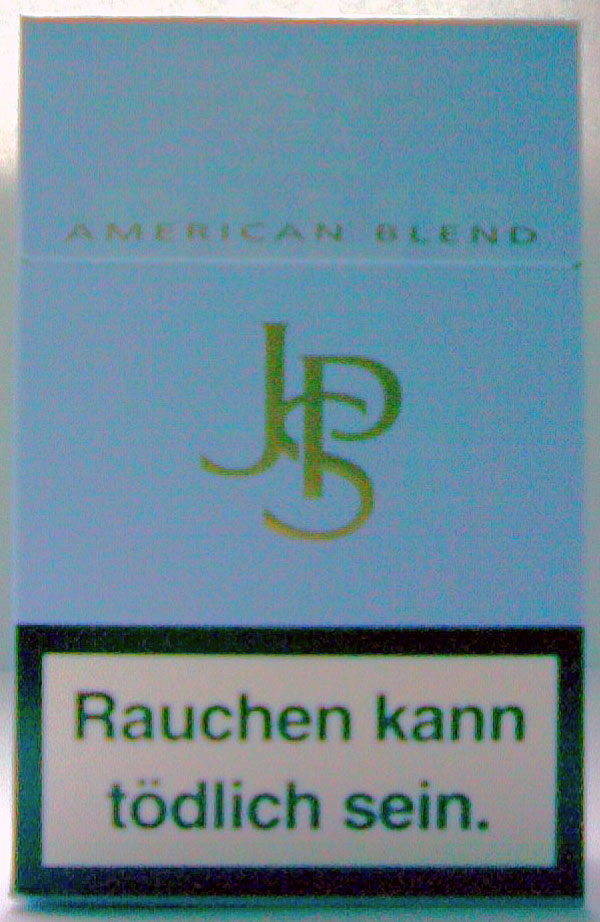
Un pacchetto di Sigarette John Player Special

La John Player & Sons, nota maggiormente per i marchi John Player, John Player Special, Gold Leaf e Play nota azienda produttrice di sigarette fondata a Nottingham a metà del XIX secolo.
Fa parte oggi della multinazionale Imperial Brands.

## Sponsor
I marchi di proprietà della John Player & Sons sono molto conosciuti dagli appassionati di motori grazie al loro lungo sodalizio con il Team Lotus in Formula 1 e con il Team Motociclistico Norton.
La sponsorizzazione sulle Lotus cominciò con il logo Gold Leaf sul modello 49 al Gran Premio di Spagna 1968, passando nel 1972 al brand John Player Special di colore nero e oro fino al 1978 e successivamente dal 1981 al 1986.

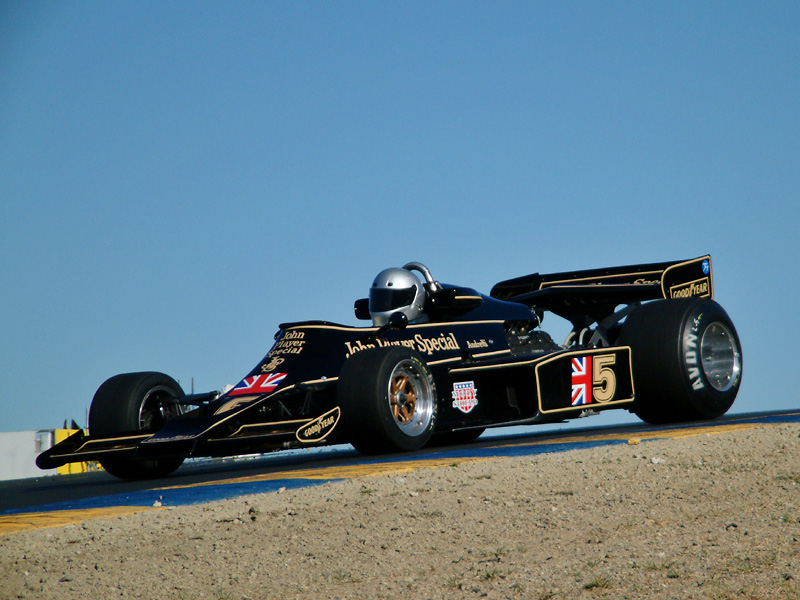
Una Lotus 77 in livrea JPS

Le livree JPS vennero usate anche dalla BMW nel campionato Turismo in Australia negli anni ottanta.
Negli anni Novanta il marchio Player's è comparso anche sulle auto del Team Forsythe Racing impegnate nella Champ Car.